# Cerastis clausa
Cerastis clausa är en fjärilsart som beskrevs av  1962. Cerastis clausa ingår i släktet Cerastis och familjen nattflyn. Inga underarter finns listade i Catalogue of Life.